# キャトル (ガンダムシリーズ)
キャトル (CATL) は、アニメ『機動戦士ガンダムΖΖ』に登場する架空の作業用ロボット。モビルスーツ (MS) の祖先ともいえる機体である。

## デザイン
明快でコミカルな作風を志向した『ΖΖ』の初期コンセプトを踏襲し、小林誠がデザイン、明貴美加がフィニッシュワークをそれぞれ担当した。

## 概要
初期のスペースコロニー建設に使用されていた大型屋内作業用機械で、サイド1建設のために設立されるも放棄されたスウィートウォーター型コロニー、通称「ムーン・ムーン」に放置されていた。放置状況から、約50年前のコロニー建設工事終了時に放棄されたものと推測されている。動力は不明であるが、太陽電池による電力で起動する。機体色は茶色だが、登場時はツタに絡まれて緑一色だった。
頭頂高は30.0m。筒状の胴体に大型のモノアイを持ち、突き出た肩の上下に2本ずつ計4本のアームを持つ。脚部はなく、機体の移動はホバーで行われる。作業用であるが、出力は戦闘用MSにも引けをとらないうえ、アームの1つには多連装式火器を有している。

## 劇中での活躍
第15話に登場。「ムーン・ムーン」にて「役に立たない機械文明の象徴」として、テクノロジーを放棄した現地人「光族」の御神体として祭られていた。指導者サラサ・ムーンの行動を妨害し、光族の教えが誤っていることを証明しようとした双子の妹ラサラ・ムーンに協力したモンド・アガケが修理して起動させ、サラサに協力していたネオ・ジオンのガザCを撃破する。
漫画『アッガイ博士』では、一年戦争の時点でも現役の工作機械であるらしく、ジオニック系列のスウィネン社内でキャトルの改修が行われていた。
漫画『機動戦士ムーンガンダム』では、シュランゲ隊によって大穴が開いたムーン・ムーンを補修するべくカレル・カーシムが搭乗して穴を防ぐが、上半身を完全に破壊されて彼も戦死する。